# Рахматов, Рахимбай
Рахимбай Рахматов (1 июля 1905, Ленинабадская область — 12 февраля 1990) — гвардии красноармеец Рабоче-крестьянской Красной Армии, участник Великой Отечественной войны, Герой Советского Союза (1945).

## Биография
Рахимбай Рахматов родился 1 июля 1906 года в кишлаке Шайхбурхон (ныне — Согдийская область Таджикистана). После окончания начальной школы работал плотником. В 1939 году Рахматов был призван на службу в Рабоче-крестьянскую Красную Армию. С начала Великой Отечественной войны — на её фронтах.
К январю 1945 года гвардии красноармеец Рахимбай Рахматов был пулемётчиком 47-го гвардейского стрелкового полка 15-й гвардейской стрелковой дивизии 34-го гвардейского стрелкового корпуса 5-й гвардейской армии 1-го Украинского фронта. Отличился во время освобождения Польши. 24-25 января 1945 года Рахматов переправился через Одер в районе города Оппельна и принял активное участие в боях за захват и удержание плацдарма на его западном берегу, отразив большое количество вражеских контратак. В тех боях Рахматов получил ранение, но продолжал сражаться.
Указом Президиума Верховного Совета СССР от 27 июня 1945 года гвардии красноармеец Рахимбай Рахматов был удостоен высокого звания Героя Советского Союза с вручением ордена Ленина и медали «Золотая Звезда».
После окончания войны Рахматов был демобилизован. Проживал и работал в Ленинабаде.
Был также награждён орденом Отечественной войны 1-й степени и рядом медалей.